# 柏山大五郎
柏山 大五郎（かしわやま だいごろう、1901年4月12日 - 1979年1月20日）は、新潟県古志郡（現在の長岡市）出身で山科部屋に所属した大相撲力士。本名は青柳 政一。身長174cm、体重86kg。関脇まで昇進したが、現役引退後は廃業してしまった。

## 人物
最盛期でも86キログラムという軽量だったので、最初は新弟子検査にも通らなかったが、増量して合格、山科部屋から1917年1月場所に初土俵を踏んだ。昇進は順調で、1921年5月場所には新十両、1922年5月に入幕した。出足を利用しての吊り技が得意であった。新入幕の場所に7勝2敗1預と健闘し、幕内上位に進出。新小結となった1924年5月場所には、横綱西ノ海と預りの熱戦を含め7勝3敗1預の好成績をあげ、翌1925年1月場所には関脇に昇進した。しかしその場所、1勝10敗と大負けしてからは元気をなくしてしまった。その間にも、大関太刀光とはしばしば熱戦を演じ、殊勲の星をあげたこともあり、出場した最後の場所となった1927年10月場所も、初日に横綱宮城山を下手投げに破る金星をあげもした。
1928年1月場所、全休してそのまま廃業した。

## 主な成績
- 幕内在位 14場所（うち小結、関脇1場所ずつ）
- 幕内成績 56勝68敗3預24休

### 場所別成績
| 1917年 （大正6年） | （前相撲）               | x               | 東序ノ口36枚目 2–3   | x                   |
| 1918年 （大正7年） | 東序ノ口7枚目 優勝 5–0   | x               | 西序二段25枚目 5–0   | x                   |
| 1919年 （大正8年） | 東三段目33枚目 3–1 1預   | x               | 西三段目3枚目 3–2    | x                   |
| 1920年 （大正9年） | 西幕下41枚目 3–2         | x               | 東幕下25枚目 3–2     | x                   |
| 1921年 （大正10年） | 東幕下18枚目 4–1         | x               | 東十両14枚目 4–2     | x                   |
| 1922年 （大正11年） | 東十両5枚目 5–3          | x               | 西前頭15枚目 7–2 1預 | x                   |
| 1923年 （大正12年） | 東前頭7枚目 4–5 1預      | x               | 西前頭5枚目 6–5      | x                   |
| 1924年 （大正13年） | 西前頭筆頭 6–4           | x               | 東小結 7–3 1預       | x                   |
| 1925年 （大正14年） | 東関脇 1–10              | x               | 西前頭4枚目 4–7      | x                   |
| 1926年 （大正15年） | 西前頭7枚目 3–7–1        | x               | 東前頭12枚目 5–6     | x                   |
| 1927年 （昭和2年） | 西前頭5枚目 3–8          | 西前頭5枚目 5–6 | 西前頭11枚目 0–1–10  | 東前頭6枚目 5–4–2 ★ |
| 1928年 （昭和3年） | 東前頭14枚目 引退 0–0–11 | x               | x                    | x                   |
| 各欄の数字は、「勝ち-負け-休場」を示す。 優勝 引退 休場 十両 幕下 三賞：敢=敢闘賞、殊=殊勲賞、技=技能賞 その他：★=金星 番付階級：幕内 - 十両 - 幕下 - 三段目 - 序二段 - 序ノ口 幕内序列：横綱 - 大関 - 関脇 - 小結 - 前頭（「#数字」は各位内の序列） |                          |                 |                      |                     |

## 四股名変遷
- 越ノ嶽 義夫（こしのだけ よしお）1917年1月場所 - 1920年5月場所
- 柏山 大五郎（かしわやま だいごろう）1921年1月場所 - 1927年3月場所
- 柏山 守（かしわやま まもる）1927年5月場所 - 1928年1月場所